# Olive (film)
Olive – amerykański film z 2011 roku. Pierwszy długometrażowy film nakręcony w całości telefonem komórkowym, który trafił do kin. Do jego realizacji wybrano Nokię N8. 

## Fabuła
Historia niemej dziewczynki zmieniającej życie trzech osób.